# Babenstuberhütte
Die Babenstuberhütte ist eine Schutzhütte der Sektion Turner-Alpen-Kränzchen des Deutschen Alpenvereins im Kaisergebirge in Tirol.
Der Münchner Steinmetzmeister und Stadtrat Carl Babenstuber hat die am 26. Juli 1894 eingeweihte kleine Schutzhütte auf dem Gipfel der Ellmauer Halt errichtet. Seit 1983 befindet sich ein Neubau der Hütte etwas unterhalb des Gipfels.

## Zustiege
- Ab Wochenbrunneralm auf dem bezeichneten Hüttenweg über die Gruttenhütte; Gehzeit: 3½ h
- Von Going über die Gaudeamushütte, Klamml und Gruttenhütte; Gehzeit: 5 h

## Übergänge
- Gruttenhütte (1620 m) über Gamsängersteig, schwierig, Gehzeit: 2 h
- Hans-Berger-Haus bzw. Anton-Karg-Haus über Kaiserschützensteig und Scharlinger Boden; schwierig; Gehzeit: 3¾ h
- Hans-Berger-Haus bzw. Anton-Karg-Haus über Rote-Rinn-Scharte und Scharlinger Boden; schwierig; Gehzeit: 3¾ h
- Stripsenjochhaus (1577 m) über Kaiserschützensteig und Scharlinger Boden; schwierig; Gehzeit: 3 h

## Gipfelbesteigungen
- Ellmauer Halt (2344 m), Gehzeit: 10 Minuten
- Zahlreiche Kletterrouten, beispielsweise am Kopftörlgrat

## Sonstiges
Im Museum St. Johann in Tirol befindet sich ein Nachbau der historischen Babenstuber-Hütte. Dieser Museumsraum ist über eine Leiter zu erreichen. Von dort kann man durch ein Fenster auf das Kaisergebirge schauen. Beim Blick nach unten sieht man ein Reliefmodell des Kaisergebirges mit einem Ausblick wie aus der Stratosphäre.